# Oostkerkebrug
De Oostkerkebrug is de benaming voor twee opeenvolgende liggerbruggen over het Schipdonkkanaal en het Leopoldkanaal in Damme. De bruggen werden gebouwd in 1950. De bovenbouw van de bruggen is in beheer bij het Agentschap Wegen en Verkeer, de onderbouw bij De Vlaamse Waterweg.
De naam verwijst naar het nabijgelegen Oostkerke, een gehucht van Damme.